# 君は僕を好きになる
「君は僕を好きになる」（きみはぼくをすきになる）は、ぱすぽ☆の3rdシングル。2012年3月7日にユニバーサルJから発売された。

## 概要
佐久間夏帆が脱退し9人編成となってから初となるシングル。2012年2月12日に東京・新宿BLAZEでのワンマンフライト（ライブ）で初披露された。表題曲の作詞・作曲・編曲者は前作「ViVi夏」と同じである。
初回限定盤、通常盤の2種でリリースされ、初回限定盤には表題曲「君は僕を好きになる」のPVを収録したDVDが同梱される。
また初回限定盤、通常盤ともに投票券と握手券が付いている。また、PV撮影があまりにかわいい演出のため、玉井杏奈曰く「寒くておかしくなっちゃった。」という。
CD収録曲は初回限定盤、通常盤ともに同じ。
ドキュメントDVD『2010年〜2011年いろんな事があっていいんでsky』と同時発売。

## 販売形態
- 初回限定盤（UPCH-9719）
- 通常盤（UPCH-5736）

## 収録曲
1. 君は僕を好きになる [4:19]
作詞：大華奈央香/ 作曲：corin. / 編曲:corin.、michitomo
  - 日本テレビ系『音龍門』3月エンディングテーマ
2. With XXXX [4:31]
作詞・作曲：ペンネとアラビアータ / 編曲：Adoriano Spinesi
3. RUIN [4:15]
作詞・作曲：aimi、編曲：ZomBeats![注 2]
  - テレビ朝日『ストリートファイターズ』“ぱすぽ☆ROCK化計画” コラボソング
4. 君は僕を好きになる（Off Vocal ver.）

DVD（初回限定盤のみ）
1. 『君は僕を好きになる』music video